# Stefan Stankalla
Stefan Stankalla (* 12. April 1975 in Garmisch-Partenkirchen) ist ein ehemaliger deutscher Skirennläufer. Im Skiweltcup war er von 1994 bis 2004 aktiv, insbesondere in den Disziplinen Abfahrt und Super-G.

## Biografie
Nach seinem Abitur am Werdenfels-Gymnasium in Garmisch-Partenkirchen und einem Studium der Betriebswirtschaftslehre an der Fernuniversität Hagen gehörte Stankalla als Oberfeldwebel der Sportfördergruppe der Bundeswehr in Mittenwald an.
Seine sportliche Karriere begann der für den Skiclub Partenkirchen startende Stankalla in Lake Placid mit dem Gewinn der Riesenslalom-Goldmedaille bei den Juniorenweltmeisterschaften 1994. Ab März 1994 startete er regelmäßig in Skiweltcup-Rennen. Hier konnte er aber nie an seinen Erfolg im Nachwuchsbereich anschließen. Bis zum Gewinn der ersten Weltcuppunkte vergingen drei weitere Jahre. Nur zweimal landete Stankalla unter den besten Zehn. Trotzdem gehörte er Ende der 1990er Jahre zu den besten Abfahrern des Deutschen Skiverbandes. Im Januar 2001 wurde er an zwei aufeinander folgenden Tagen bei einem Abfahrtslauf und einem Super-G in seinem Geburtsort Neunter und Fünfter.
Stankalla ist zweifacher Deutscher Meister in der Abfahrt und im Super-G. Die beiden Meistertitel gewann er. Überdies gewann er bei Deutschen Meisterschaften acht Silber- und drei Bronzemedaillen. Diese verteilten sich auf alle vier alpinen Disziplinen Abfahrt, Super G, Riesenslalom und Slalom. Viermal nahm er an alpinen Skiweltmeisterschaften teil: 1996, 1999, 2001 und 2003. Seine beste Platzierung war 1999 in Vail ein 20. Platz im Super-G.
Im April 2004 zog sich Stankalla vom aktiven Skirennsport zurück. Als Grund gab er die fehlende Motivation nach ausbleibenden Erfolgserlebnissen an. Stankalla schloss Ende September 2007 sein Studium zum Diplom-Betriebswirt ab und arbeitete danach als Ressortleiter Marketing/Kommunikation beim Organisationskomitee der Alpinen Skiweltmeisterschaften 2011.

## Erfolge

### Weltmeisterschaften
- Vail/Beaver Creek 1999: 20. Super-G, 25. Abfahrt, 27. Riesenslalom
- St. Anton 2001: 21. Super-G
- St. Moritz 2003: 23. Super-G, 34. Abfahrt

### Weltcup
- 1992/93: 8. Slalomweltcup
- 1993/94: 8. Slalomweltcup
- 2 Platzierungen unter den besten zehn

### Deutsche Meisterschaften
- 1994: 2. Riesenslalom
- 1995: 3. Super-G
- 1996: 2. Riesenslalom
- 1997: 3. Super-G
- 1998: 2. Abfahrt, 2. Super-G, 2. Riesenslalom, 3. Slalom
- 1999: 2. Riesenslalom, 2. Super-G
- 2001: 1. Riesenslalom
- 2003: 1. Abfahrt, 1. Super-G

### Weitere Erfolge
- 10 Platzierungen unter den besten zehn
- 4 Siege in FIS-Rennen